# Rinzi Lham
Rinzi Lham (* 10. Oktober 1967) ist eine ehemalige bhutanische Bogenschützin. 

## Karriere
Rinzi Lham gehörte der ersten Olympiamannschaft Bhutans bei den Olympischen Sommerspielen 1984 in Los Angeles an. Im Einzelwettkampf belegte sie den 44. Rang.